# Honfleur dans la brume
Honfleur dans la brume est une œuvre conservée au Musée des Beaux-Arts de Nancy. Cette peinture a été réalisée par le peintre suisse naturalisé français Félix Vallotton en 1911. Elle représente le port de Honfleur, en Normandie. 

## Historique
À la base d'une série de croquis du paysage, l'œuvre fut réalisée en atelier.  
Cette œuvre provient d'un legs de la veuve du mécène Henri Galilée et est entrée dans les collections du Musée des Beaux-Arts de Nancy en 1965.  

### Expositions
- Félix Vallotton (1865-1925). Le feu sous la glace, Paris, galeries nationales du Grand Palais, 30 septembre 2013 - 20 janvier 2014
- Vues d'en haut, Centre Pompidou-Metz, 14 mai - 7 octobre 2013
- Da Barocci a Modigliani. Le collezioni del musée des beaux-arts di Nancy, Parme (Palazzo Ducale di Colorno), 14 mars - 1er juin 1997
- Félix Vallotton, Düsseldorf, (Kunsthalle), 1979
- Félix Vallotton, Paris, (Petit Palais), 1979
- Félix Vallotton, Genève, (Musée d'Art et d'Histoire), 1979
- Félix Vallotton, Brême, (Kunsthalle), 1978
- Félix Vallotton 1865-1925, Winterthur, (musée des beaux-arts), 1978

## Description de l'œuvre

### Format
Il s'agit d'une huile sur toile d'une hauteur de 82 cm sur une largeur de 88 cm.

### Composition
Affectionnant les rivages de la Normandie comme de nombreux autres artistes au XIXe siècle, Félix Vallotton a découvert Honfleur au cours de l'été 1901 et y séjourna régulièrement à partir de 1909. En effet le peintre s'est exprimé en ces mots au sujet de ce lieu : « Dans ce pays que j'aime tant, je ne pense plus qu'à la nature, c'est un état délicieux, cette solitude si prenante, le vaste atelier, et la bataille avec ses idées et ses outils. ».
Cette œuvre représente une vue plongeante sur le port de Honfleur baigné par la brume, créant un effet de blanchissement des toits d'ardoise de la ville. 

## Analyse
L’œuvre est atypique dans la production de Félix Valloton, sa douceur, ses tons pastel et sa poésie contrastant avec le reste de ses peintures, tout en violence et stridence.